# Pettirossi (Asunción)
Silvio Pettirossi es uno de los barrios de la ciudad de Asunción, Paraguay. En el mismo se encuentra el popular Mercado 4.
Con una población de 11.380 habitantes, según el censo del 2002 de la DGEEC, fue el 10° barrio más poblado de la ciudad de ese entonces.

## Toponimia
El nombre del barrio corresponde al célebre aviador paraguayo Silvio Pettirossi, también una de sus calles principales lleva este nombre.

## Límites
El barrio tiene como limitantes a las calles Silvio Pettirossi, Campo Vía, Santo Domingo, Félix Bogado, Estados Unidos, Tte. Fariña y Brasil.
Sus límites son:
- Al norte el barrio San Roque.
- Al este los barrios Ciudad Nueva y Pinozá.
- Al sur el barrio San Vicente.
- Al oeste los barrios General Díaz y Obrero.

## Vías y Medios de Comunicación
Las principales vías de comunicación de este barrio son: Silvio Pettirossi, Brasil, Félix Bogado, Rodríguez de Francia, entre otros.

## Instituciones

### Educativas
- Colegio Pedro P. Peña
- Escuela Básica N°2727 "Casa Amparo" al niño del mercado n°4
- Colegio Salesianito
- Escuela Redentorista Virgen de los Dolores
- Colegio San Clemente María

### Plazas
- Plaza Julio César Franco
- Plaza de la Amistad

### Salud
- Ministerio de Salud Pública y Bienestar Social
- Centro Odontológico del IPS
- Puesto de Salud San Vicente de Paul (En la Parroquia Virgen de los Dolores)
- Servicio Nacional de Erradicación del Paludismo (SENEPA)
- Sanatorio Adventista de Asunción
- Clínica Boquerón del IPS
- Sanatorio AMSA